# Chárma
Chárma är en ort i Grekland.   Den ligger i prefekturen Nomós Kardhítsas och regionen Thessalien, i den centrala delen av landet, 230 km nordväst om huvudstaden Aten. Chárma ligger 167 meter över havet och antalet invånare är 301.
Terrängen runt Chárma är kuperad åt sydväst, men åt nordost är den platt. Runt Chárma är det ganska tätbefolkat, med 104 invånare per kvadratkilometer. Närmaste större samhälle är Trikala, 15,1 km norr om Chárma. Trakten runt Chárma består till största delen av jordbruksmark.